# Putot-en-Auge
Ne doit pas être confondu avec Putot-en-Bessin.
Putot-en-Auge est une commune française, située dans le département du Calvados en région Normandie, peuplée de 311 habitants.

## Géographie

### Localisation
| Goustranville                                        | Cricqueville-en-Auge | Dozulé          |
| Goustranville                                        | Putot-en-Auge        | Dozulé          |
| Hotot-en-Auge (sur quelques mètres), Beuvron-en-Auge | Beuvron-en-Auge      | Beuvron-en-Auge |

### Hydrographie
La commune est située dans le bassin Seine-Normandie. Elle est drainée par le Grand Canal,.
Le Grand Canal, un canal, chenal et un cours d'eau naturel non navigable d'une longueur de 15 km, prend sa source dans la commune de Hotot-en-Auge et se jette  dans la Dives à Périers-en-Auge, après avoir traversé six communes. 

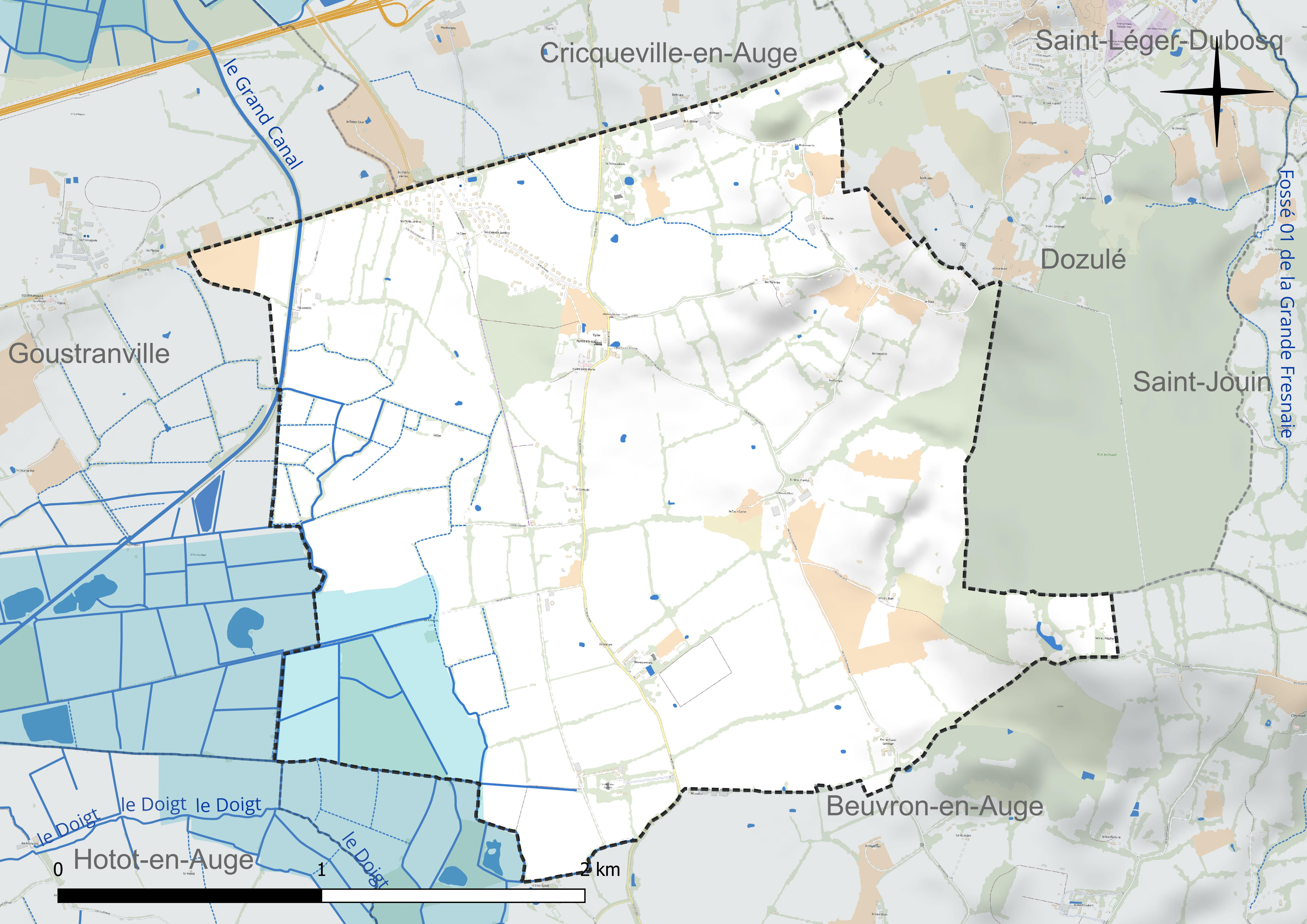
Réseau hydrographique de Putot-en-Auge.

### Climat
Pour des articles plus généraux, voir Climat de la Normandie et Climat du Calvados.
En 2010, le climat de la commune est de type climat océanique altéré, selon une étude du CNRS s'appuyant sur une série de données couvrant la période 1971-2000. En 2020, Météo-France publie une typologie des climats de la France métropolitaine dans laquelle la commune est exposée à un climat océanique et est dans la région climatique  Normandie (Cotentin, Orne), caractérisée par une pluviométrie relativement élevée (850 mm/a) et un été frais (15,5 °C) et venté. Parallèlement le GIEC normand, un groupe régional d'experts sur le climat, différencie quant à lui, dans une étude de 2020, trois grands types de climats pour la région Normandie, nuancés à une échelle plus fine par les facteurs géographiques locaux. La commune est, selon ce zonage, exposée à un « climat des plateaux abrités », correspondant à la plaine agricole de Caen à Falaise, sous le vent des collines de Normandie et proche de la mer, se caractérisant par une pluviométrie et des contraintes thermiques modérées.
Pour la période 1971-2000, la température annuelle moyenne est de 10,7 °C, avec une amplitude thermique annuelle de 12,4 °C. Le cumul annuel moyen de précipitations est de 750 mm, avec 12,2 jours de précipitations en janvier et 7,8 jours en juillet. Pour la période 1991-2020, la température moyenne annuelle observée sur la station météorologique la plus proche, située sur la commune d'Argences à 12 km à vol d'oiseau, est de 11,6 °C et le cumul annuel moyen de précipitations est de 742,9 mm,. Pour l'avenir, les paramètres climatiques de la commune estimés pour 2050 selon différents scénarios d'émission de gaz à effet de serre sont consultables sur un site dédié publié par Météo-France en novembre 2022.

## Urbanisme

### Typologie
Au 1er janvier 2024, Putot-en-Auge est catégorisée commune rurale à habitat dispersé, selon la nouvelle grille communale de densité à 7 niveaux définie par l'Insee en 2022.
Elle est située hors unité urbaine. Par ailleurs la commune fait partie de l'aire d'attraction de Caen, dont elle est une commune de la couronne,. Cette aire, qui regroupe 296 communes, est catégorisée dans les aires de 200 000 à moins de 700 000 habitants,.

### Occupation des sols
L'occupation des sols de la commune, telle qu'elle ressort de la base de données européenne d'occupation biophysique des sols Corine Land Cover (CLC), est marquée par l'importance des territoires agricoles (97 % en 2018), une proportion identique à celle de 1990 (97 %).
La répartition détaillée en 2018 est la suivante : prairies (97 %), forêts (3 %).
L'évolution de l'occupation des sols de la commune et de ses infrastructures peut être observée sur les différentes représentations cartographiques du territoire : la carte de Cassini (XVIIIe siècle), la carte d'état-major (1820-1866) et les cartes ou photos aériennes de l'IGN pour la période actuelle (1950 à aujourd'hui).

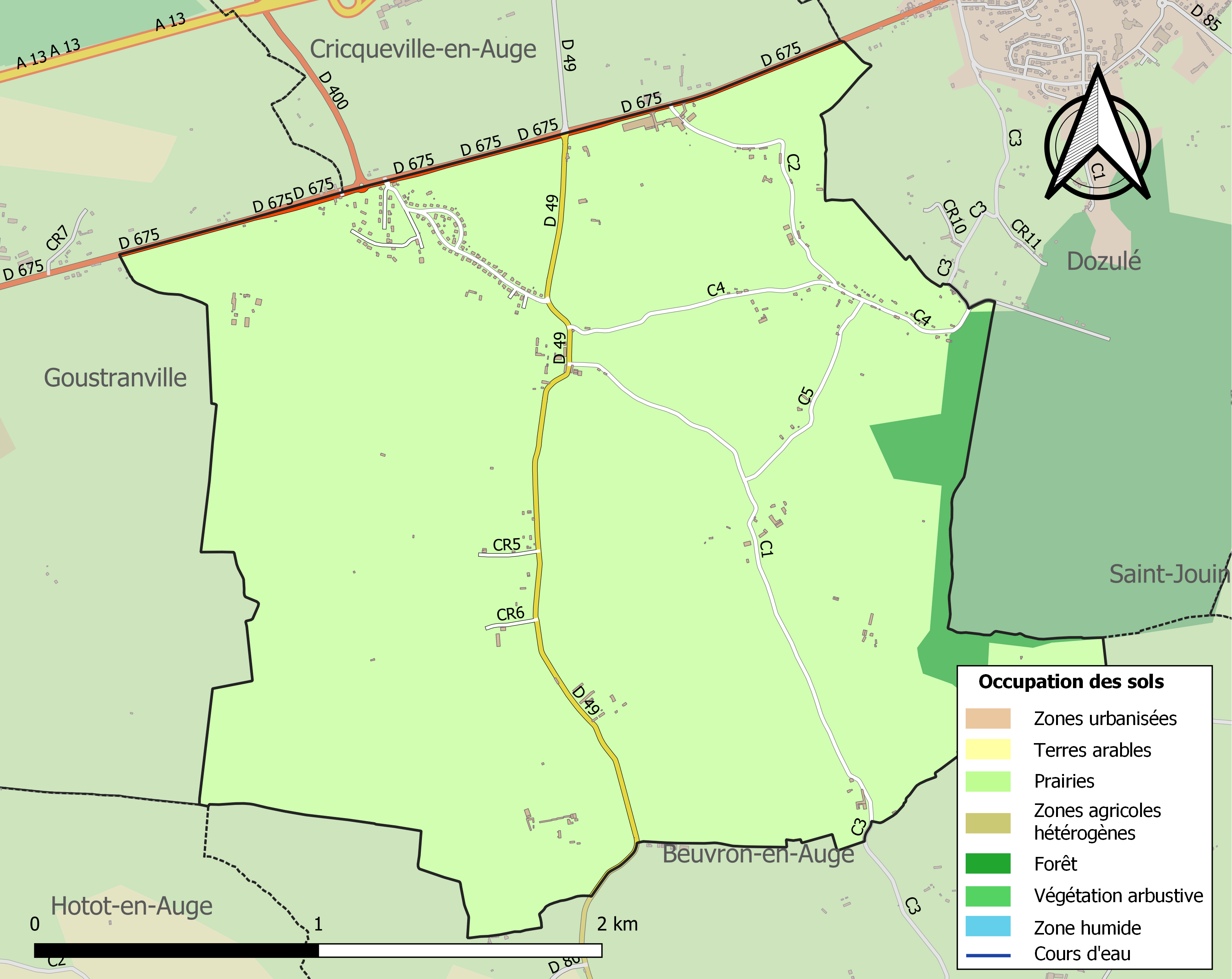
Carte des infrastructures et de l'occupation des sols de la commune en 2018 (CLC).

## Toponymie
Le nom de la localité est attesté sous les formes Capella de Putot en 1190 ; Putot en Auge en 1344; Putot en 1793.
En 1906, Putot redevient Putot-en-Auge évitant ainsi l'homonymie avec Putot-en-Bessin.
La plupart des spécialistes ont cru reconnaître dans le type toponymique Putot, un composé en -tot, appellatif d'origine scandinave topt > toft, signifiant « emplacement bâti, ferme », précédé du nom de personne germanique Puto,. Cette hypothèse repose sur le fait qu'une grande partie des noms de lieux en -tot sont composés avec un anthroponyme et sur l'existence de toponymes français du type Putteville, dont il existe un hameau dans le département de la Seine-Maritime et une ancienne paroisse dans le département de la Manche.
Outre le fait que le type Putteville soit rare en Normandie, il n'est pas sûr non plus que Putte- représente un nom de personne. Pour François de Beaurepaire, Puteville ancien nom de Saint-Maurice-en-Cotentin, est un pute ville c'est-à- dire « domaine rural, village sale », put(e) étant un terme d'ancien français signifiant « sale », à comparer avec le type Merdosavilla observé dans la Manche et la Seine-Maritime.
Pour expliquer l'élément Pu- de Putot (nom de plusieurs communes et hameaux des départements du Calvados, de la Manche et de la Seine-Maritime), Jean Renaud propose l'ancien scandinave pyttr « puisard » que l'on retrouve également dans Pibeuf (Seine-Maritime, anciennement Putbou), nom de lieu en -beuf de type scandinave. On note aussi un type Putemare, avec -mare également d'origine norroise, dont le premier élément peut être semblable ou représenter l'ancien français put(e). On trouve effectivement en vieux norrois de l'est pyttr (> vieux danois pytt) et en vieil anglais pytt (anglais pit) ayant les sens divers de « fosse, tombe » et « puits, bassin ».
Le gentilé est Putotalgien.

## Politique et administration
| Période                                  | Période    | Identité         | Étiquette | Qualité   |
| ---------------------------------------- | ---------- | ---------------- | --------- | --------- |
| ?                                        | avril 1998 | Jean Moreau      | -         | -         |
| avril 1998                               | 2005       | Brigitte Lambert | -         | -         |
| avril 2005                               | En cours   | Alain Asmant     | SE        | Éducateur |
| Les données manquantes sont à compléter. |            |                  |           |           |

Le conseil municipal est composé de onze membres dont le maire et deux adjoints.

## Équipements et services publics
Candidat au palmarès 2019 du Concours départemental des villes et villages fleuris, Putot-en-Auge a reçu le 2e prix dans la 1re catégorie (communes de moins de 1 000 habitants) le 14 octobre 2019.

## Démographie
L'évolution du nombre d'habitants est connue à travers les recensements de la population effectués dans la commune depuis 1793. Pour les communes de moins de 10 000 habitants, une enquête de recensement portant sur toute la population est réalisée tous les cinq ans, les populations de référence des années intermédiaires étant quant à elles estimées par interpolation ou extrapolation. Pour la commune, le premier recensement exhaustif entrant dans le cadre du nouveau dispositif a été réalisé en 2006.
En 2022, la commune comptait 311 habitants, en évolution de +4,36 % par rapport à 2016 (Calvados : +1,58 %, France hors Mayotte : +2,11 %).
Après avoir compté jusqu'à 286 habitants en 1836 et 1841, la population de Putot-en-Auge était redescendu à 201 habitants en 1954, avant de dépasser le maximum précédent en 1975 (304) et d'atteindre 352 habitants en 1990. La population baisse à nouveau depuis.
| 1793 | 1800 | 1806 | 1821 | 1831 | 1836 | 1841 | 1846 | 1851 |
| ---- | ---- | ---- | ---- | ---- | ---- | ---- | ---- | ---- |
| 231  | 187  | 235  | 214  | 273  | 286  | 286  | 264  | 236  |

| 1856 | 1861 | 1866 | 1872 | 1876 | 1881 | 1886 | 1891 | 1896 |
| ---- | ---- | ---- | ---- | ---- | ---- | ---- | ---- | ---- |
| 230  | 240  | 270  | 223  | 217  | 238  | 264  | 214  | 245  |

| 1901 | 1906 | 1911 | 1921 | 1926 | 1931 | 1936 | 1946 | 1954 |
| ---- | ---- | ---- | ---- | ---- | ---- | ---- | ---- | ---- |
| 239  | 221  | 216  | 221  | 238  | 222  | 225  | 234  | 201  |

| 1962 | 1968 | 1975 | 1982 | 1990 | 1999 | 2006 | 2011 | 2016 |
| ---- | ---- | ---- | ---- | ---- | ---- | ---- | ---- | ---- |
| 208  | 202  | 304  | 344  | 352  | 330  | 295  | 296  | 298  |

| 2021 | 2022 | - | - | - | - | - | - | - |
| ---- | ---- | - | - | - | - | - | - | - |
| 307  | 311  | - | - | - | - | - | - | - |

## Culture locale et patrimoine

### Lieux et monuments

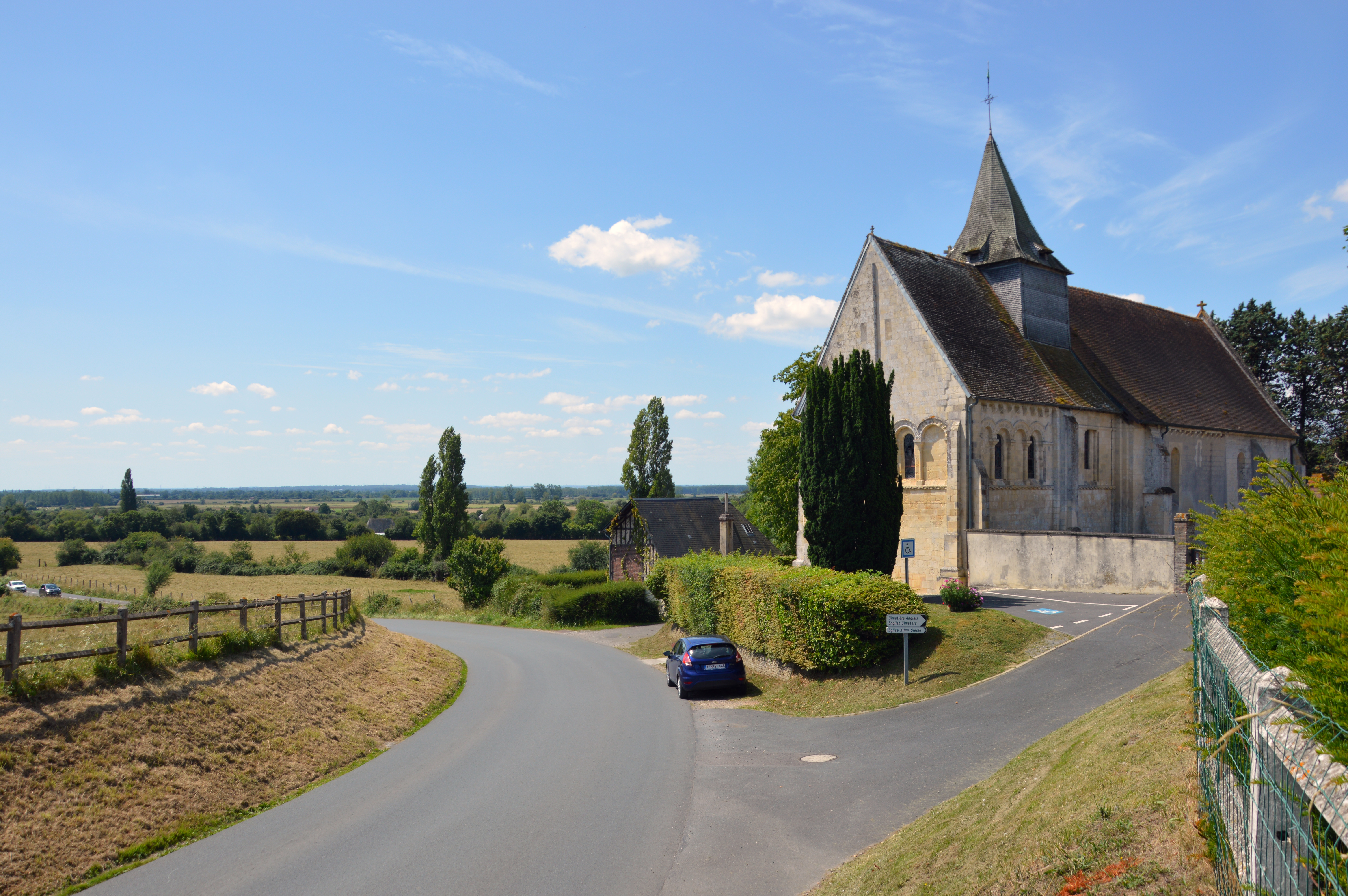
L'église Saint-Pierre.

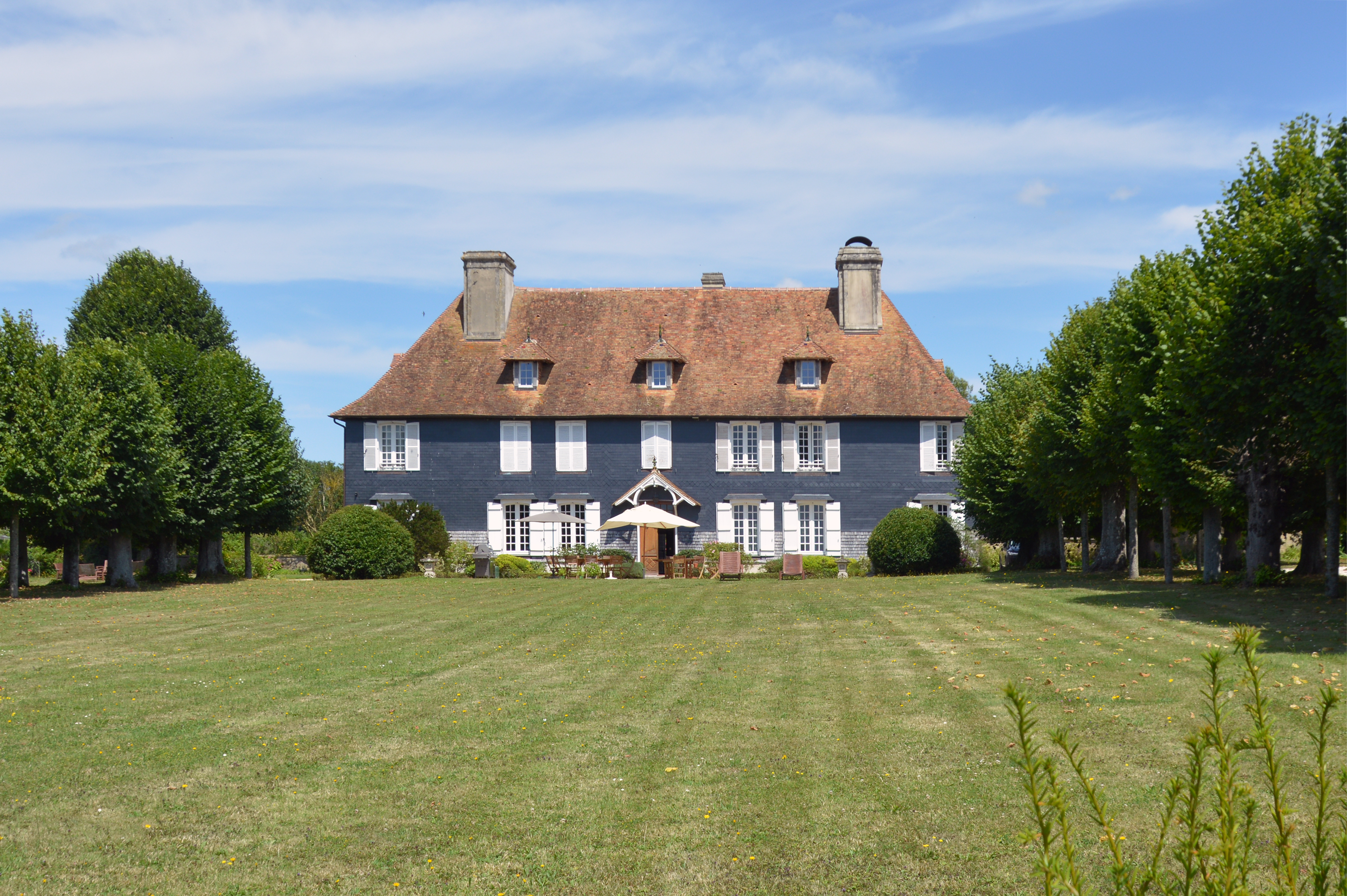
Le manoir de Putot-en-Auge.

- Église Saint-Pierre du XIIe siècle, classée au titre des monuments historiques[30].
- Cimetière militaire britannique rassemblant autour de l'église les dépouilles des parachutistes tués le 19 août 1944 (Commonwealth War Cemetery).
- Un manoir du XVIIIe siècle, près de l'église, est inscrit au titre des monuments historiques[31].
- Manoir de Beauquemare du XVIe siècle.
- Logis de Saint-Germain du XVIIe siècle.
- L'ancienne gare de Dozulé - Putot, réaménagée en logements.
- Vestiges d'une motte féodale, à l'est de la commune, sur une éminence dominant la vallée de la Dives, dans le bois de Dozulé[32],[33].

### Personnalités liées à la commune
- Toussaint de Bessard (Putot-en-Auge, v. 1522 – 1580), mathématicien.
- Alice de Koenigswarter (Putot-en-Auge, 1878 - 1963), philanthrope et mécène.